# Cadillac Fleetwood
Cadillac Fleetwood — полноразмерный люксовый седан, который выпускался подразделением Cadillac компании General Motors с 1985 по 1996 год.

## Первое поколение (1985—1992)
Сборка Cadillac Fleetwood началась в 1985 году на платформе для переднеприводных автомобилей C-Body. Колёсную базу 2810 мм автомобиль разделял с Cadillac Deville, Buick Electra и Oldsmobile 98. Купеобразный автомобиль выпускался с перерывом с 1986 по 1989 год.
Изначально Fleetwood оснащался 4,1-литровым алюминиевым двигателем HT-4100 V8, а позже в 1988 году на смену пришёл 4,5-литровый двигатель HT-4500. С 1991 года автомобиль приводился в движение 4,9-литровым двигателем HT-4900.
В 1989 году задние колёсные арки были закруглены. У купе колёсная база осталась прежней (2810 мм), а у седана колёсная база была увеличена на 76 мм.
Двигатели сочетались со следующими трансмиссиями: THM440 T4 (1985—1986), 4T60 (1987—1989) и 4T60E (1990—1993).
| Объём               | Мощность при об/мин         | Крутящий момент при об/мин |
| ------------------- | --------------------------- | -------------------------- |
| 4087 см3 HT-4100 V8 | 125 л. с. (92 кВт) при 4200 | 258 Н⋅м при 2200           |
| 4467 см3 HT-4500 V8 | 155 л. с. (114 кВт)         |                            |
| 4467 см3 HT-4500 V8 | 180 л. с. (132 кВт)         |                            |
| 4893 см3 HT-4900 V8 | 200 л. с. (147 кВт)         | 373 Н⋅м                    |
| 4302 см3 LS2 V6     | 85 л. с. (63 кВт) при 3600  | 224 Н⋅м при 1600           |

### Галерея

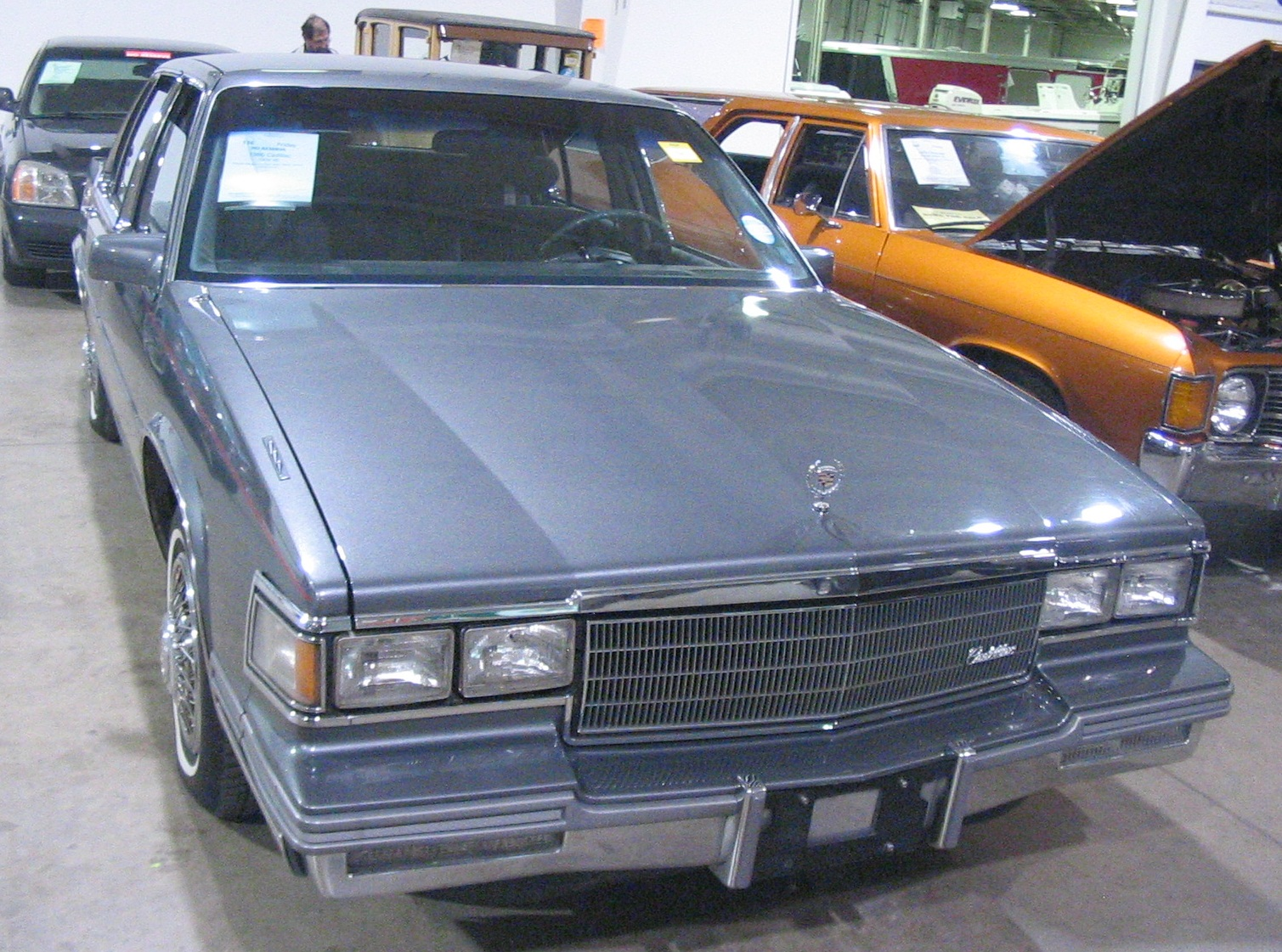
1986 Cadillac Fleetwood
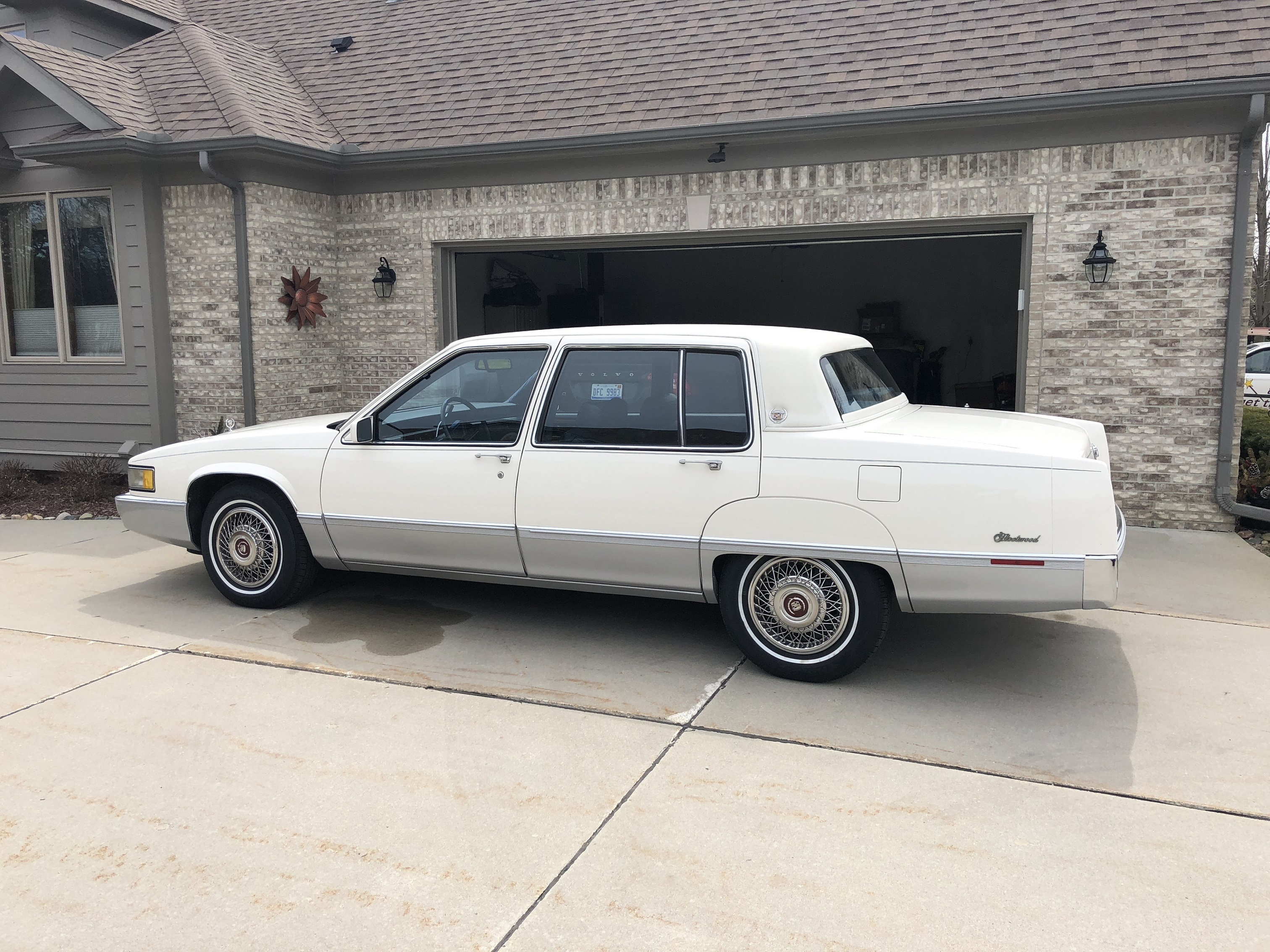
1989 Cadillac Fleetwood
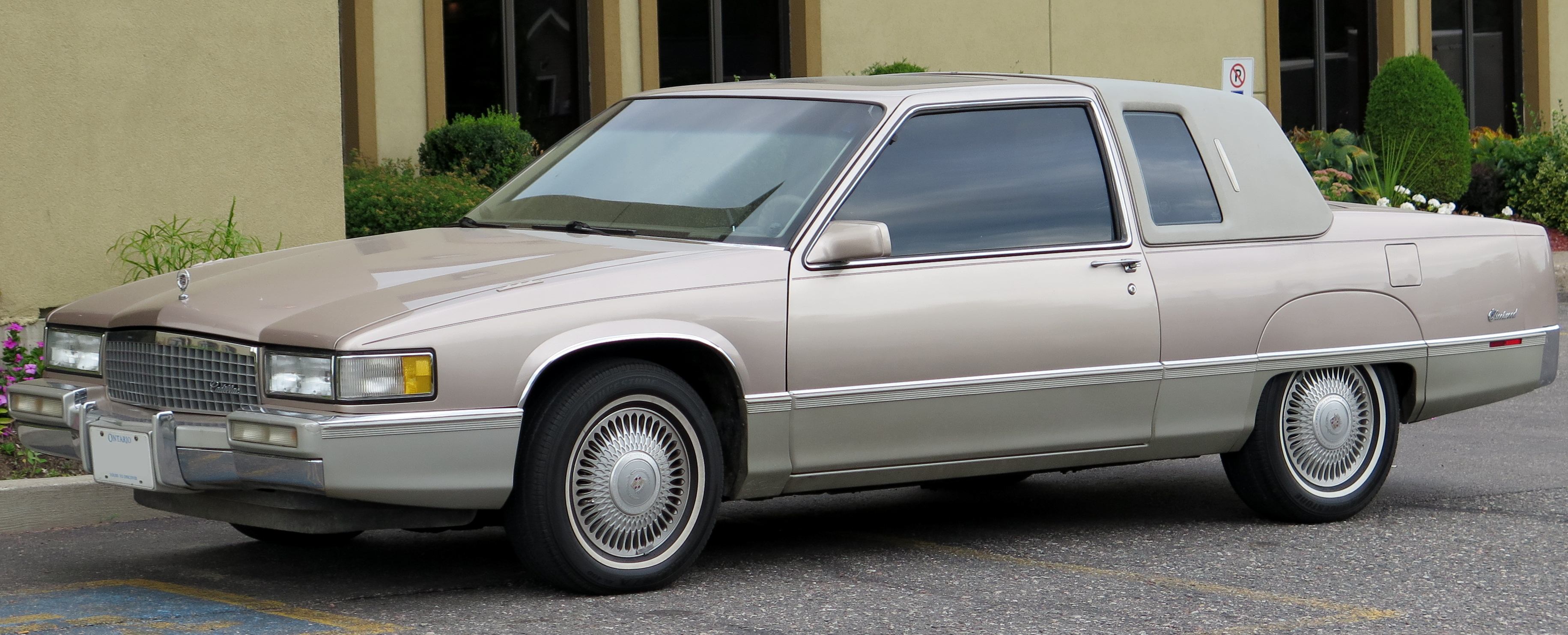
1990 Cadillac Fleetwood Coupe
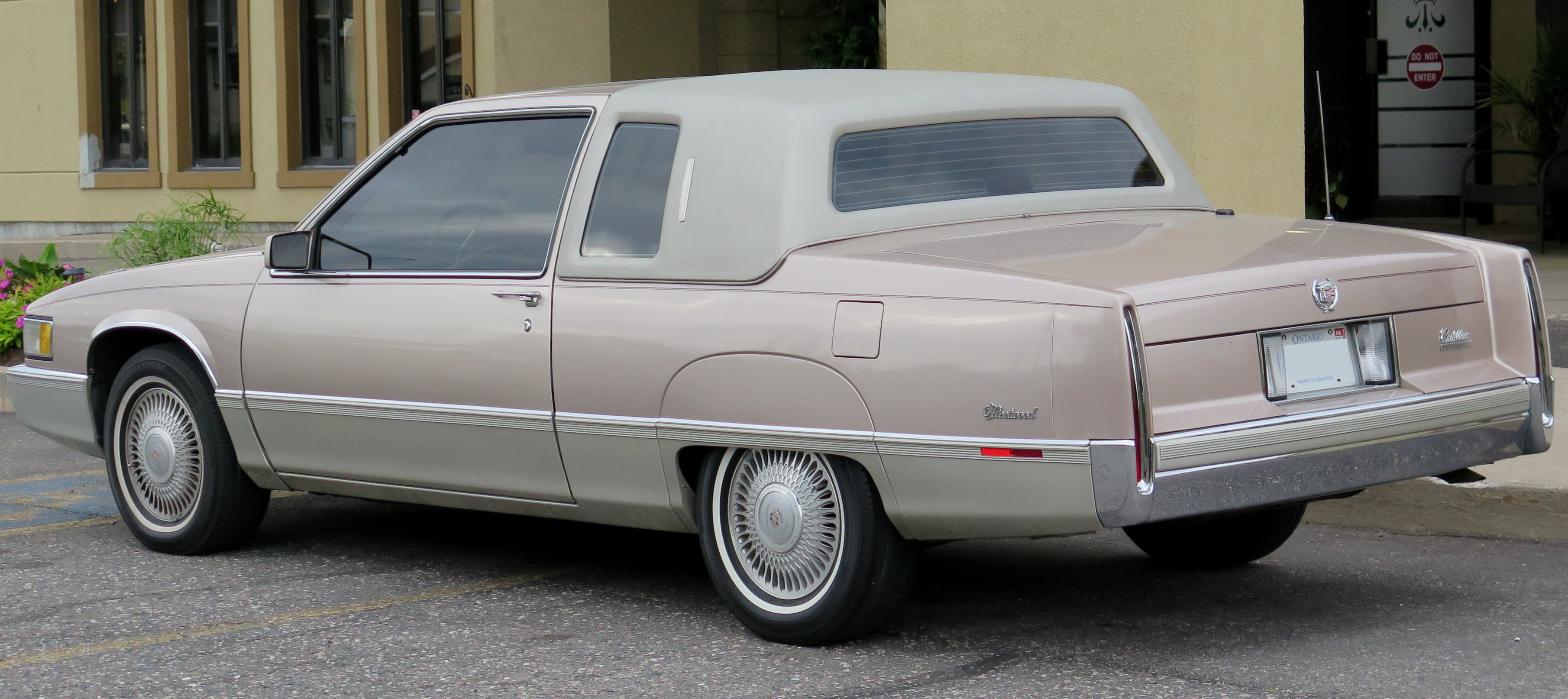
1990 Cadillac Fleetwood Coupe
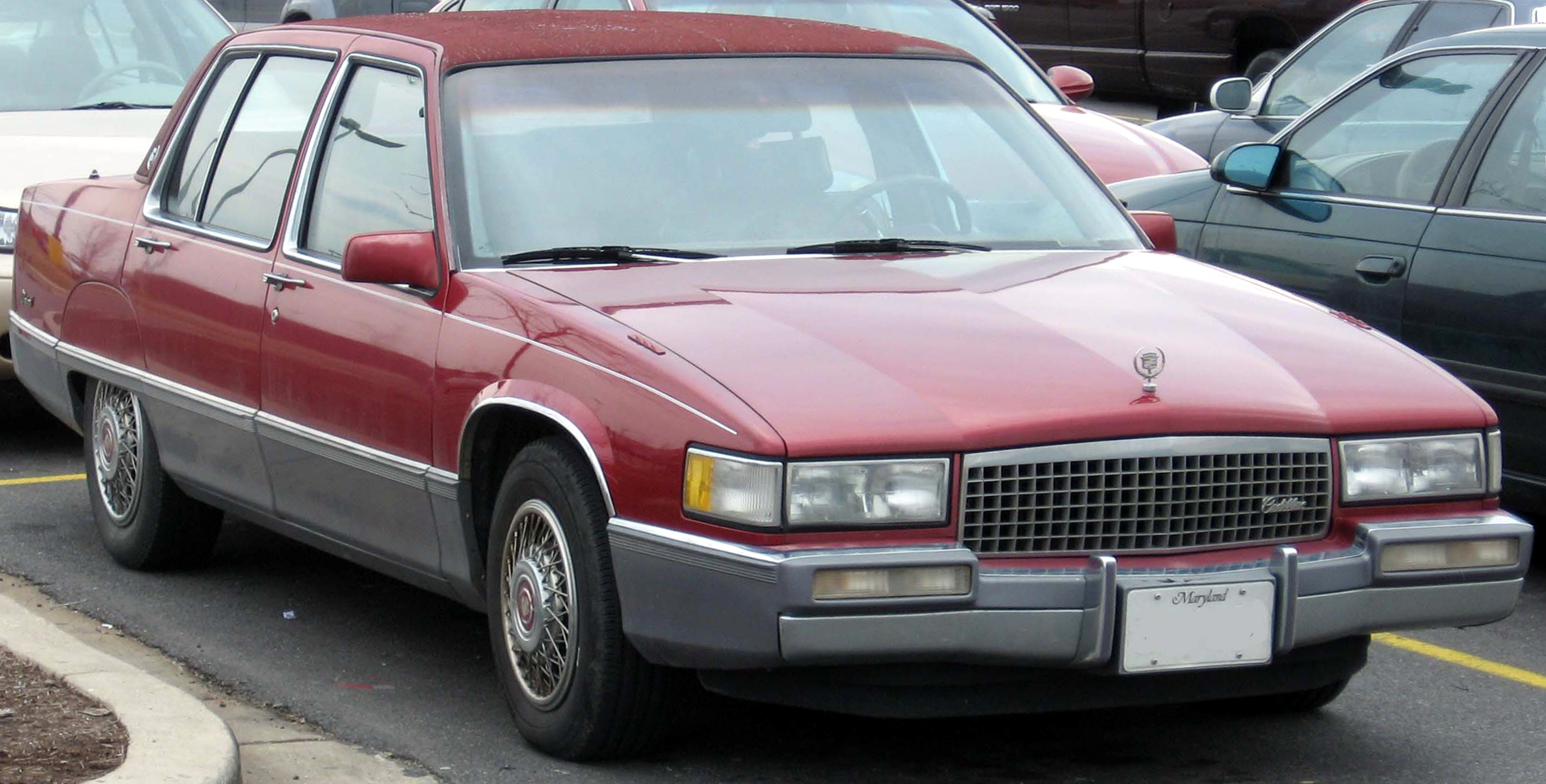
1989—1992 Cadillac Fleetwood

## Второе поколение (1993—1996)
Второе поколение Cadillac Fleetwood начало выпускаться в 1993 году на платформе для заднеприводных автомобилей D-Body. При габаритах 5700 мм Fleetwood был самым длинным серийным автомобилем в США. Автомобили оснащались стандартной антиблокировочной системой, противобуксовочной системой и двойными подушками безопасности спереди. С 1994 года Fleetwood оснащался 5,7-литровым двигателем мощностью 194 кВт (260 л. с.) в паре с четырёхступенчатой автоматической трансмиссией 4L60E. Двигатель являлся производным от LT1, который применялся в Corvette. В 1996 году Cadillac Fleetwood был снят с производства вместе с другими заднеприводными седанами, а сборочный завод стал специализироваться на производстве Chevrolet Suburban и Chevrolet Tahoe ввиду выросшего спроса на внедорожники.
С 1993 по 2001 год Fleetwood был служебным автомобилем президента США Билла Клинтона. После окончания президентского срока Клинтона автомобиль был выставлен в Президентском центре Клинтона в Литл-Роке. Согласно правилам службы безопасности автомобиль находился за закрытыми для публики дверями, чтобы третьи лица не узнали о защите автомобиля. В автомобиль также были встроены средства связи, такие как телефоны, спутниковая связь и Интернет.
| Объём        | Мощность            | Крутящий момент |
| ------------ | ------------------- | --------------- |
| 5,7 л L05 V8 | 185 л. с. (136 кВт) | 412 Н⋅м         |
| 5,7 л LT1 V8 | 260 л. с. (191 кВт) | 447 Н⋅м         |

| Год            | Продано        |
| 1993           | 31,773         |
| 1994           | 27,473         |
| 1995           | 16,180         |
| 1996           | 15,109         |
| Всего = 90,535 | Всего = 90,535 |
| -------------- | -------------- |

### Галерея

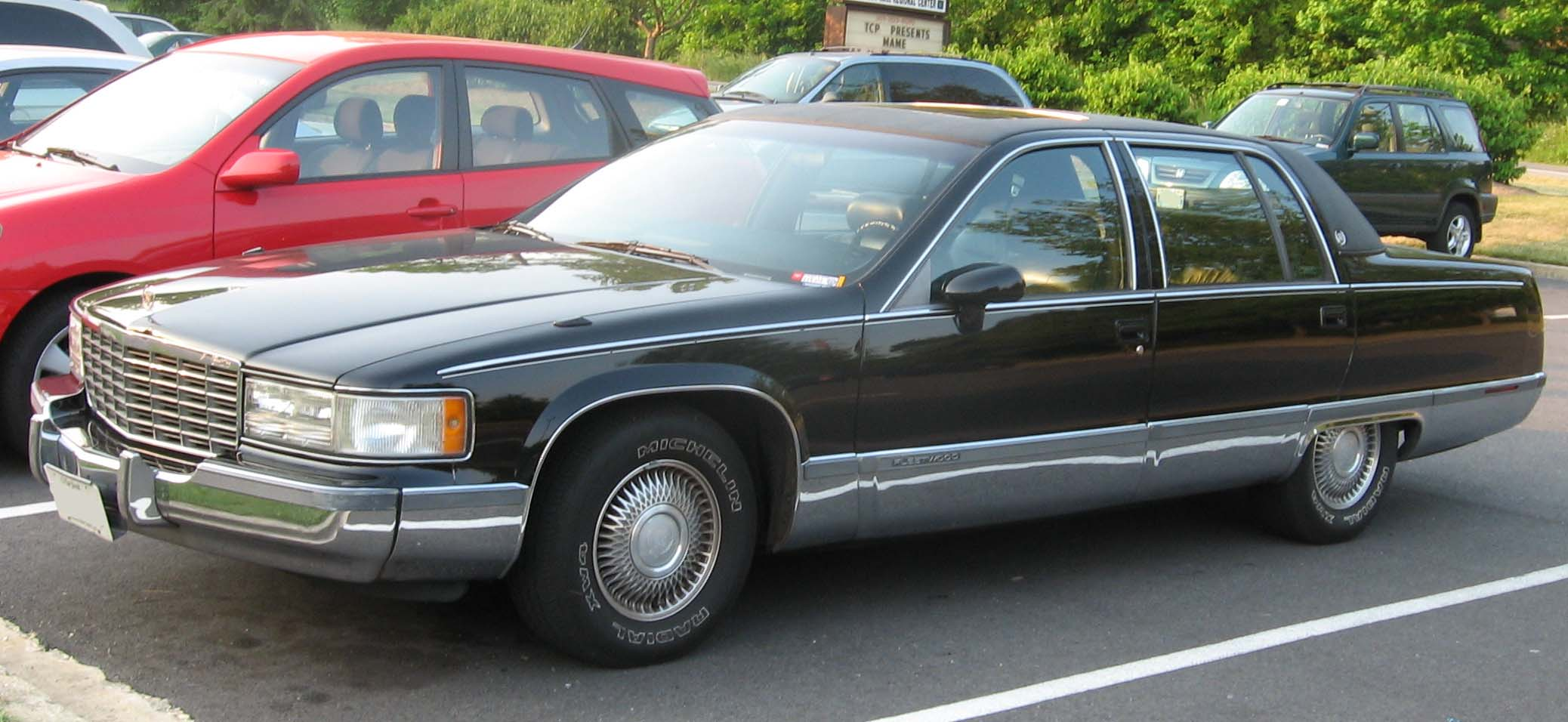
1993—1994 Cadillac Fleetwood
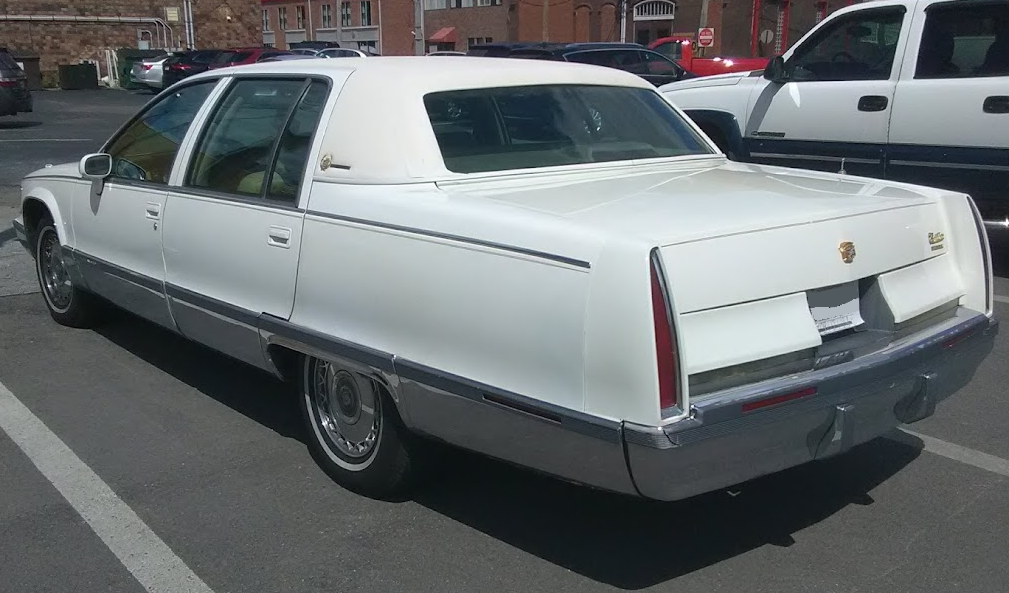
Вид сзади
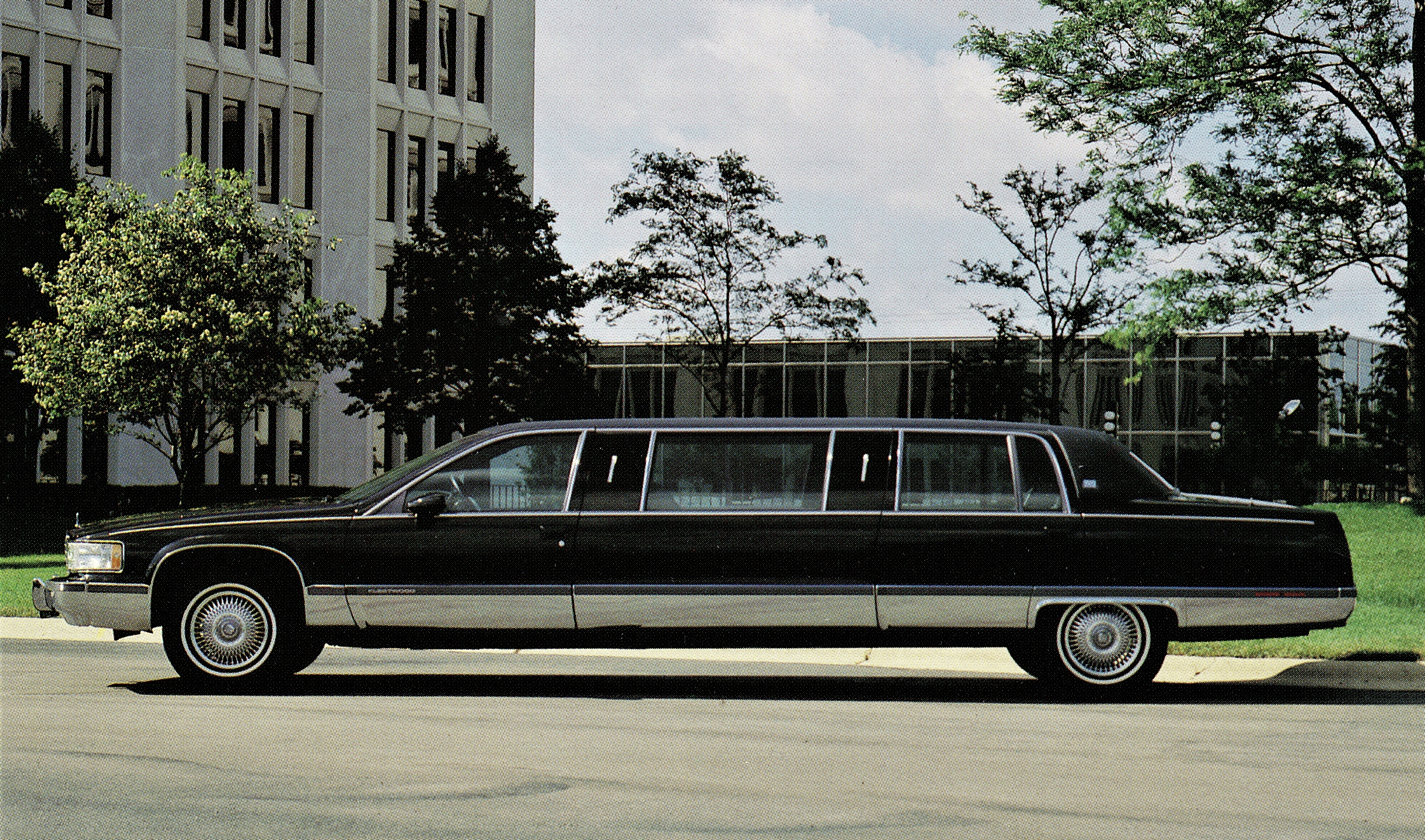
1996 Fleetwood

## Дальнейшее использование названия

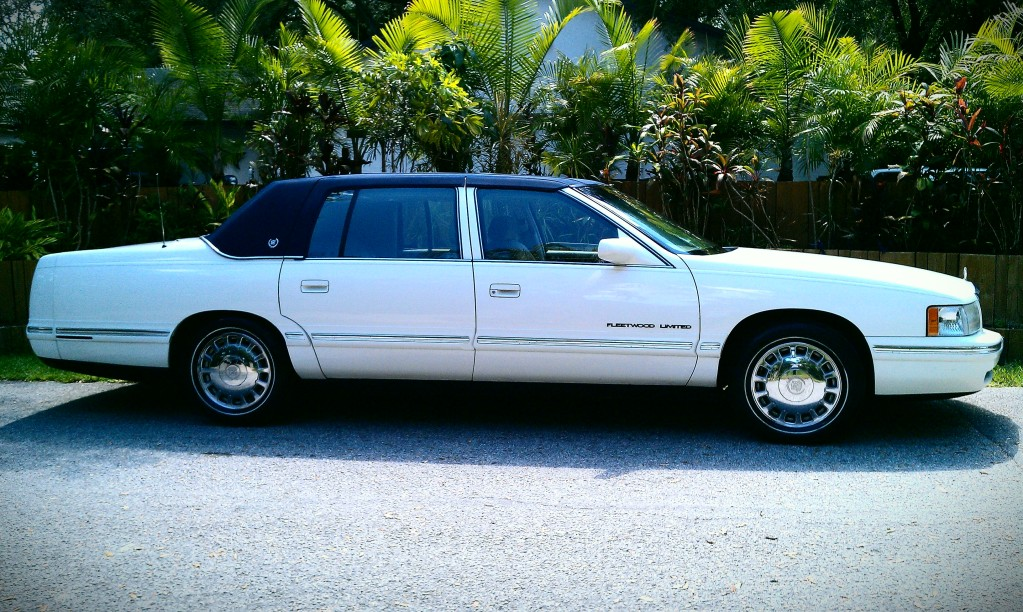
Fleetwood Limited

С 1998 по 1999 год название Fleetwood использовалось при переоборудовании седана Cadillac Deville, разработанного совместно с Garford Motor Truck Company. У Fleetwood Limited колёсная база увеличена на 6 дюймов (до 119,8), а длина кузова — на 12 дюймов (до 221,8).
Автомобиль приводился в движение 4,6-литровым двигателем V8 мощностью 275 л. с. Автономные опции включали в себя юбки на задних крыльях, эксклюзивный дизайн крыши, телевизор и откидные столики (на задних сиденьях). Fleetwood Limited отличается, прежде всего, перемещением задней оси (у стандартных Deville между задними дверями и задними колёсами нет металлического листа).
Всего было выпущено 781 автомобиль, каждый из которых продавался по цене от 51000 до 57000 долларов.